# Chapelle de Locmaria de Séglien
Pour les articles homonymes, voir Chapelle de Locmaria.
La chapelle Notre-Dame de Locmaria est située au lieu-dit Locmaria, à Séglien dans le Morbihan.

## Historique
La chapelle fait l’objet d’une inscription au titre des monuments historiques depuis le 3 novembre 1927.

## Architecture
Elle est construite en forme de croix latine.

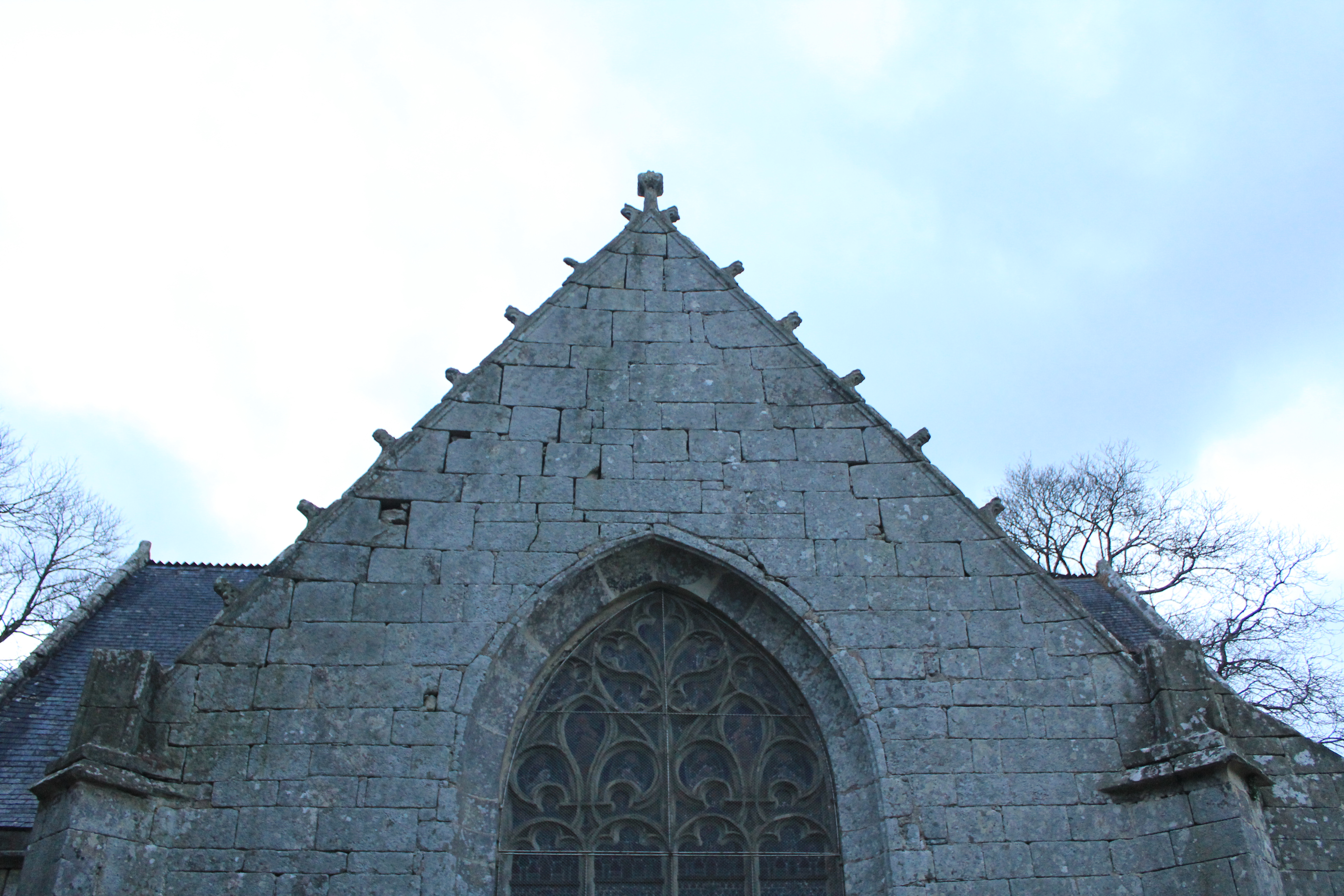
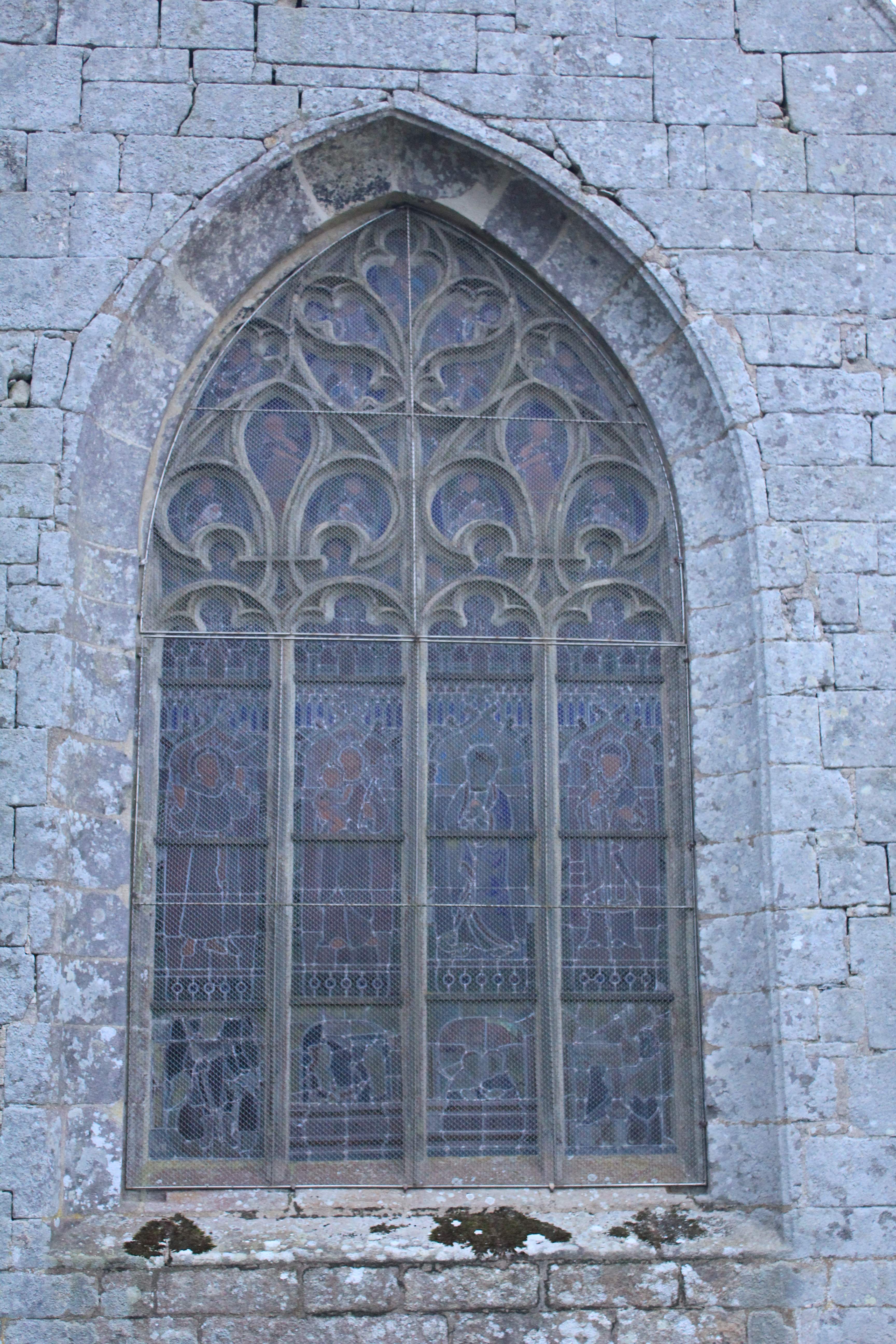
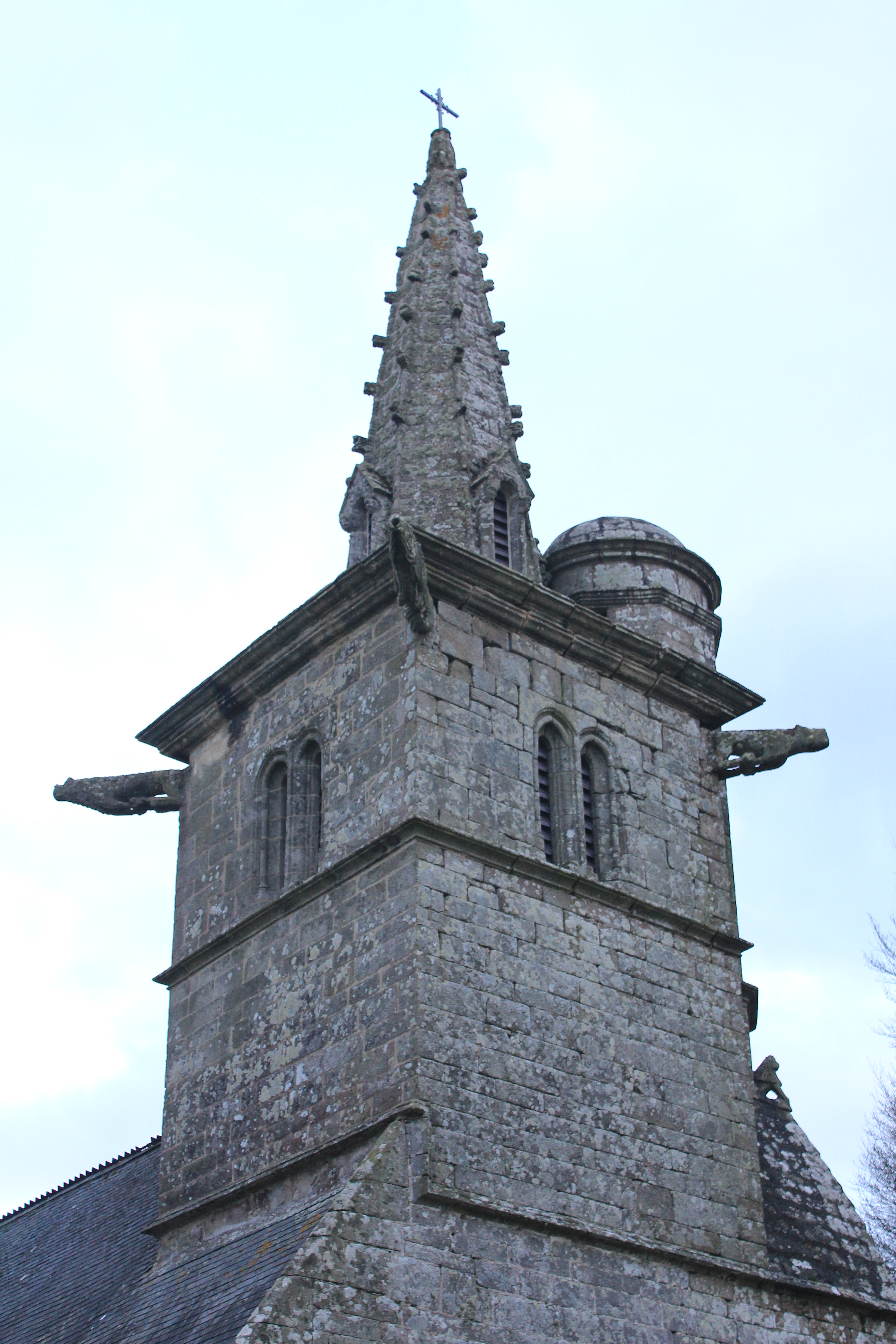
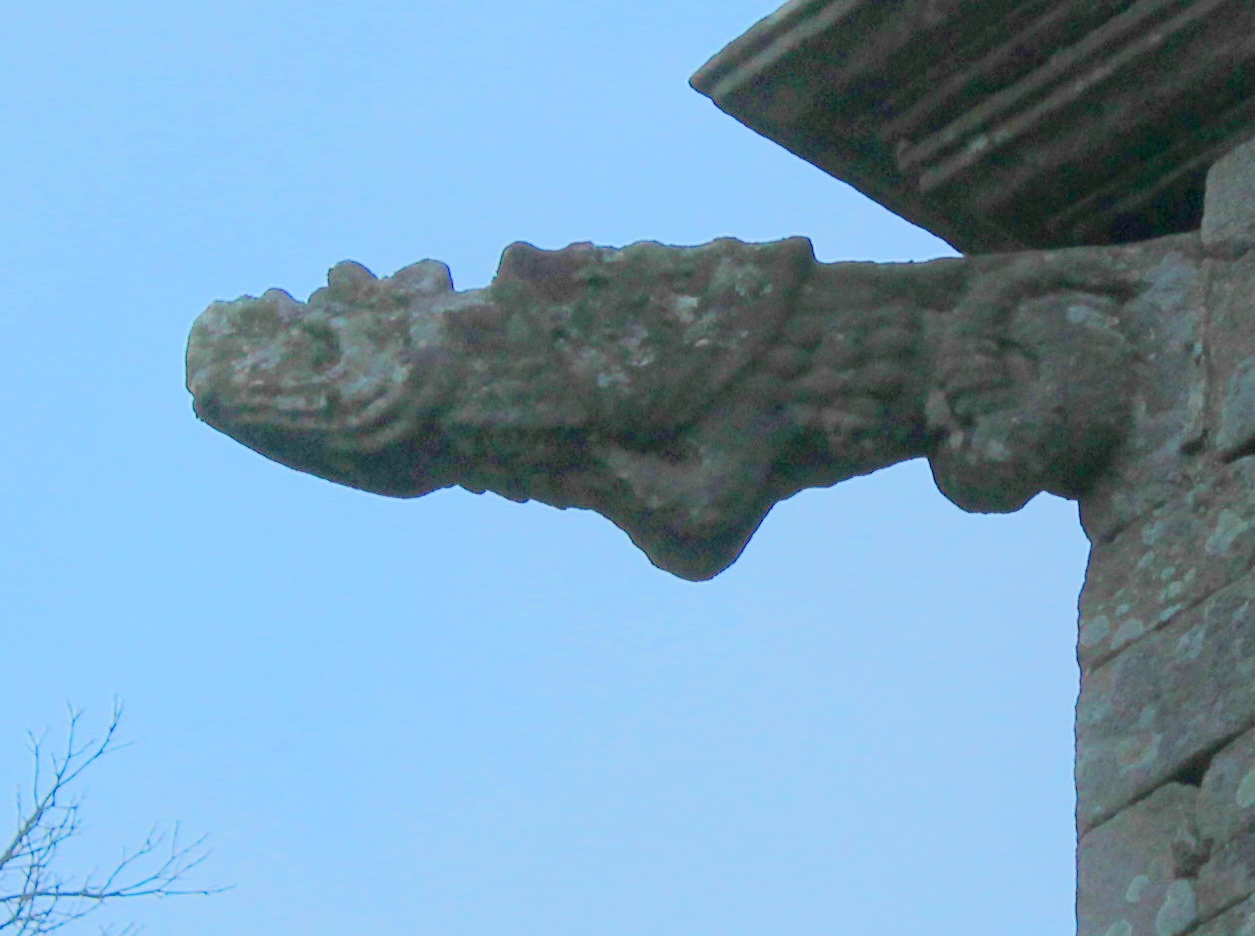